# ولایت هیدا

نقشه ژاپن در سال (سال ۱۸۶۸). این ولایت با رنگ تیره مشخص شده است.

ولایت هیدا (به ژاپنی: 飛騨国 Hida no kuni) یکی از ولایت‌ها در تقسیم‌بندی کشوری قدیم ژاپن بود. در ناحیه‌ای بود که امروزه بخش شمالی استان گیفو در منطقه چوبو ژاپن است.   هیدا با ولایت اچیزن، ولایت مینو، ولایت شینانو، ولایت اتچو، ولایت کاگا در محدوده توساندو مدار گوکی شیچیدو قرار داشت.